# Enigmonia aenigmatica
Enigmonia aenigmatica is een tweekleppigensoort uit de familie van de Anomiidae. De wetenschappelijke naam van de soort is voor het eerst geldig gepubliceerd in 1802 door Holten.